# Paul Boethke
Paul Boethke (* 24. September 1872 in Thorn in Westpreußen; † 7. September 1964 in Göttingen) war ein deutscher Marineoffizier, zuletzt im Charakter eines Konteradmirals.

## Leben

### Militärische Laufbahn
Boethke trat am 10. April 1891 als Kadett in die Kaiserliche Marine ein. Nach der Grundausbildung wurde er am 11. April 1892 zum Seekadetten ernannt. Es folgte seine weitere theoretische und praktische Ausbildung, bis er am 20. September 1894 zum Unterleutnant zur See befördert wurde. Von 1895 bis 1896 war er auf der Kreuzerkorvette Prinzeß Wilhelm eingesetzt, die als Teil des Ostasiengeschwaders die dortige Marinestation besetzte. Am 12. April 1897 wurde er zum Leutnant zur See befördert (Umbenennung zum Oberleutnant zur See am 1. Januar 1899). Es folgten weitere Kommandos an Land und auf See. Von Dezember 1902 bis März 1903 war er Kommandant der Zieten und wurde in dieser Position am 6. März 1903 zum Kapitänleutnant befördert. Im September 1908 übernahm er bis Januar 1910 das Kommando über das Schulschiff Nixe und wurde am 13. Oktober 1908 zum Korvettenkapitän.
1910 bis 1912 tat Boethke dann Dienst als Erster Offizier auf den Linienschiffen Hannover und Helgoland.
Am 2. Oktober 1912 reiste Boethke dann als Transportführer mit dem Dampfer Prinzeß Alice nach Tsingtau, wo er ab dem 22. November 1912 als Artillerieoffizier vom Platz und als Vorstand des Artillerie- und Minendepots eingesetzt war. Am 15. November 1913 wurde er zum Fregattenkapitän ernannt.
Nach der Eroberung Tsingtaus durch japanische Streitkräfte zu Beginn des Ersten Weltkriegs kam er im November 1914 in japanische Kriegsgefangenschaft und wurde in das Lager Fukuoka nach Japan gebracht. Am 22. März 1918 wurde er in das Lager Narashino verlegt.
Im Dezember 1919 wurde Boethke entlassen und reiste als Transportführer weiterer deutscher Kriegsgefangener vom 5. Januar bis zum 3. März nach Deutschland zurück. Während der Reise wurde er am 30. Januar wurde er zum Kapitän zur See befördert, das Patent trug das Datum 27. Januar 1916.
Kurz nach seiner Ankunft in Deutschland wurde Boethke dann am 9. März 1920 aus dem Dienst verabschiedet. Am 20. September 1920 wurde ihm dann noch der Charakter eines Konteradmirals verliehen.
Im Zweiten Weltkrieg wurde Boethke nicht reaktiviert. Er lebte nach dem Krieg ab 1955 in Göttingen, wo er 1964 verstarb.

### Familie
Boethke war verheiratet und hatte zwei Kinder.